# José Neres
José Ribamar Neres Costa, mais conhecido como José Neres (São José de Ribamar, 17 de fevereiro de 1970) é um poeta e professor brasileiro. É membro da Academia Maranhense de Letras, onde ocupa a cadeira n.º 36 desde 2014, sucedendo o escritor Ubiratan Teixeira. 

## Biografia
Filho de José Furtado da Costa e de Maria Raimunda Neres Silva, o poeta e professor José Neres nasceu em São José de Ribamar em 17 de fevereiro de 1970. Durante a infância residiu em Goiânia, onde fez os estudos iniciais. Já de volta ao Maranhão, cursa Letras na Universidade Federal do Maranhão, onde seria professor substituto posteriormente. Torna-se Mestre pela Universidade Católica de Brasília (2012), e Doutor pela Universidade Anhanguera (2020), cuja pesquisa teve como foco o "Ambiente e Sustentabilidade na Poética de José Chagas". 
José Neres possui dois filhos: o jornalista Gabriel Neres e a também poeta Laura Neres. 
Foi eleito em 30 de outubro de 2014 para a cadeira n.º 36 da Academia Maranhense de Letras, na sucessão de Ubiratan Teixeira, e sendo recepcionado em 19 de março de 2015, pela professora Ceres Costa Fernandes. 

## Obras
- Negra Rosa e Outros Poemas (1999)
- A Mulher de Potifar (2002)
- Poemas de Desamor (2003)
- Estratégias para Matar um Leitor em Formação (2005)
- Restos de Vidas Perdidas (2006)
- 50 Pequenas Traições (2007)
- Montello: o Benjamim da Academia (2008)
- Tábua de Papel: Estudos de literatura maranhense (2010)
- O Último Desejo de Catirina (2010)
- Sombras na Escuridão (2010)
- Lousa Rabiscada - Artigos Reunidos (2013)
- Na Trilha da Palavra: estudos literários (2015)
- Azulejos em Papel Jornal (2019)
- Pedra AnGullar (2019)
- A dor sangra em nossos olhos (2019)
- O gosto ácido da vida (2021)